# Císařov
Císařov (německy Kaiserswerth) je obec ležící v okrese Přerov. Žije zde 320 obyvatel.

## Historie
První písemná zmínka o obci pochází z roku 1785.

## Pamětihodnosti
- Socha sv. Anny Samétřetí
- Venkovská usedlost čp. 45